# Paulus Roiha
Paulus Roiha (født 3. august 1980 i Espoo, Finland) er en finsk tidligere fodboldspiller (angriber).
Roiha startede sin karriere i hjemlandet hos FC Honka, og spillede også for HJK Helsinki inden han i 2001 startede sin udlandskarriere hos FC Utrecht i Holland. Siden havde han også ophold i både Belgien, Ungarn og Sverige, inden han sluttede sin karriere i hjemlandet i 2011. Han vandt ét mesterskab i løbet af sin karriere, det finske med HJK Helsinki i 2009.
For det finske landshold spillede Roiha 20 kampe. Han debuterede for holdet 25. april 2001 i en venskabskamp mod Ungarn.

## Titler
Veikkausliiga
- 2009 med HJK Helsinki

Finsk pokal
- 2000 og 2008 med HJK Helsinki

Hollandsk pokal
- 2003 og 2004 med FC Utrecht